# Koolstof-stikstofverhouding
De koolstof-stikstofverhouding, C/N-verhouding of C/N-ratio is een verhouding die de hoeveelheid (als massa) koolstof ten opzichte van stikstof in een bepaalde verbinding of monster weergeeft. De waarde wordt aangewend bij de analyse van bepaalde sedimenten, organische componenten of compost. De koolstof-stikstofverhouding is een indicator voor de hoeveelheid stikstof die planten en andere organismen kunnen verwerken. Het wordt onder andere gebruikt in ecologische en landbouwkundige studies.
Een apparaat dat in staat is om de koolstof-stikstofverhouding snel te bepalen is de CHN-analysator.